# بلاذر برازيلي
بلاذر برازيلي (الاسم العلمي:Anacardium brasiliense) هو نوع من النباتات يتبع جنس البلاذر من فصيلة البلاذرية.